# Sárgaszárnyú kacika
A sárgaszárnyú kacika (Cassiculus melanicterus) a madarak osztályának verébalakúak (Passeriformes) rendjébe, azon belül a csirögefélék (Icteridae) családjába tartozó Cassiculus nem egyetlen faja.

## Rendszerezése
A fajt Charles Lucien Jules Laurent Bonaparte francia ornitológus írta le 1825-ben, az Icterus nembe Icterus melanicterus néven. Besorolása vitatott, egyes szervezetek a	Cacicus nembe sorolják 	Cacicus melanicterus néven.

## Előfordulása
Mexikó, Guatemala és Salvador területén honos. A természetes élőhelye szubtrópusi és trópusi síkvidéki és hegyi erdők, száraz erdők és cserjések, valamint ültetvények. Állandó nem vonuló faj.

## Megjelenése
Testhossza 31 centiméter, testtömege 70-94 gramm.

## Életmódja
Rovarokkal és más gerinctelenekkel táplálkozik, valószínűleg fogyaszt kisebb gerinceseket, gyümölcsöket és nektár is.